# Balancejat de bateria

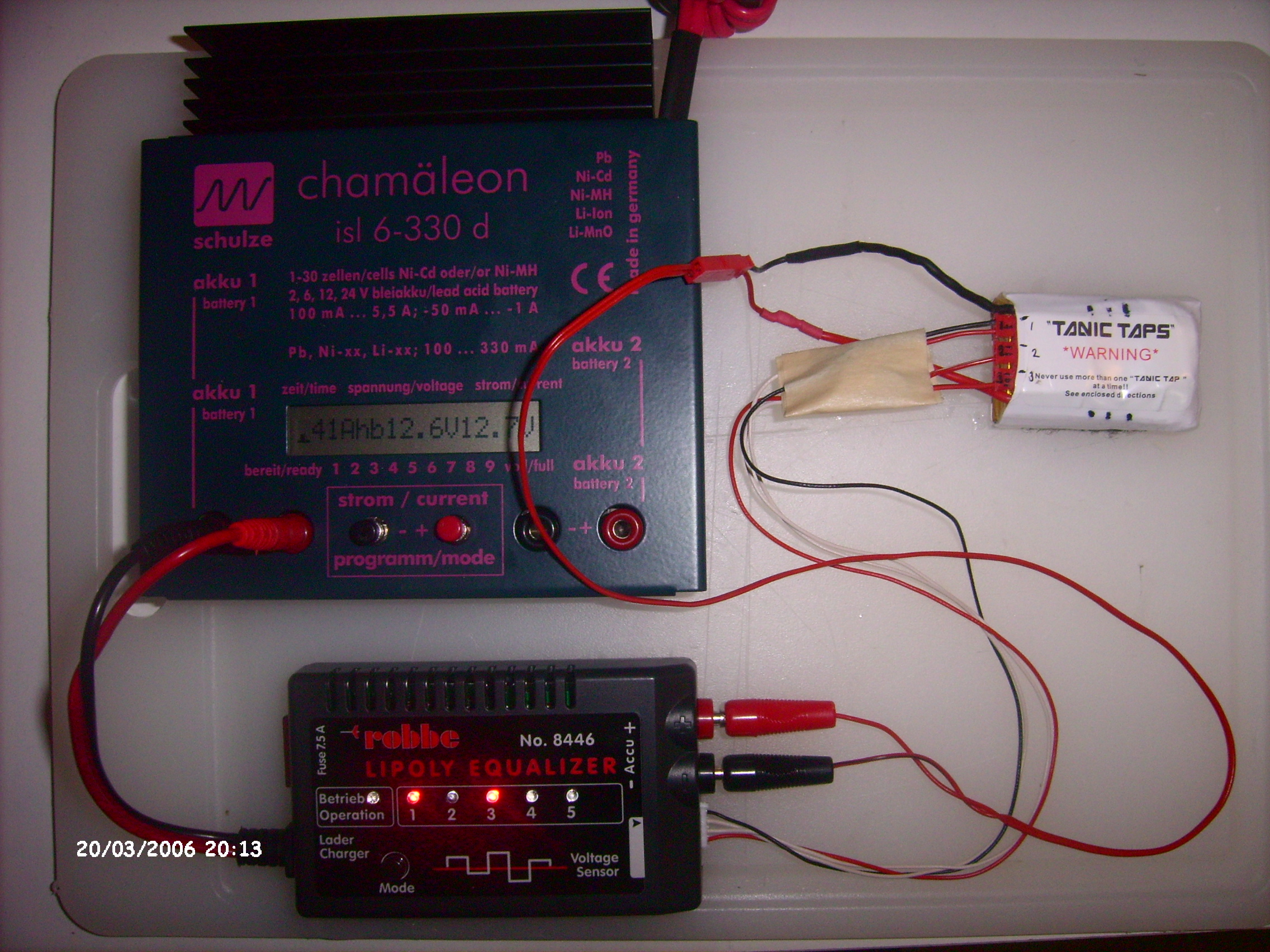
Equilibrador de bateria

L'equilibri de la bateria i la redistribució de la bateria es refereixen a tècniques que milloren la capacitat disponible d'una bateria amb múltiples cel·les (normalment en sèrie) i augmenten la longevitat de cada cel·la. Un equilibrador de bateria o regulador de bateria és un dispositiu elèctric en un paquet de bateries que realitza l'equilibri de la bateria. Els equilibradors es troben sovint en paquets de bateries d'ions de liti per a ordinadors portàtils i vehicles elèctrics. etc.

## Justificació
Les cèl·lules individuals d'un paquet de bateries tenen naturalment capacitats una mica diferents i, per tant, al llarg dels cicles de càrrega i descàrrega, poden estar en un estat de càrrega (SOC) diferent. Les variacions de capacitat es deuen a variacions de fabricació, variacions de muntatge (p. ex., cèl·lules d'una sèrie de producció barrejada amb altres), envelliment de les cèl·lules, impureses o exposició ambiental (p. ex., algunes cèl·lules poden estar subjectes a calor addicional de fonts properes com motors, electrònica, etc.), i es poden agreujar per l'efecte acumulat de càrregues paràsites, com ara el sistema de control de la cèl·lula en un sistema de gestió de bateries (BMS).
L'equilibri d'un paquet multicel·la ajuda a maximitzar la capacitat i la vida útil del paquet treballant per mantenir l'estat de càrrega equivalent de cada cel·la, en la mesura que sigui possible donades les seves diferents capacitats, en el rang més ampli possible. L'equilibri només és necessari per als paquets que contenen més d'una cel·la en sèrie. Les cèl·lules paral·leles s'equilibraran de manera natural, ja que estan connectades directament entre elles, però els grups de cèl·lules cablejades paral·leles, connectades en sèrie (cablejat de sèries paral·leles) s'han d'equilibrar entre grups de cel·les.

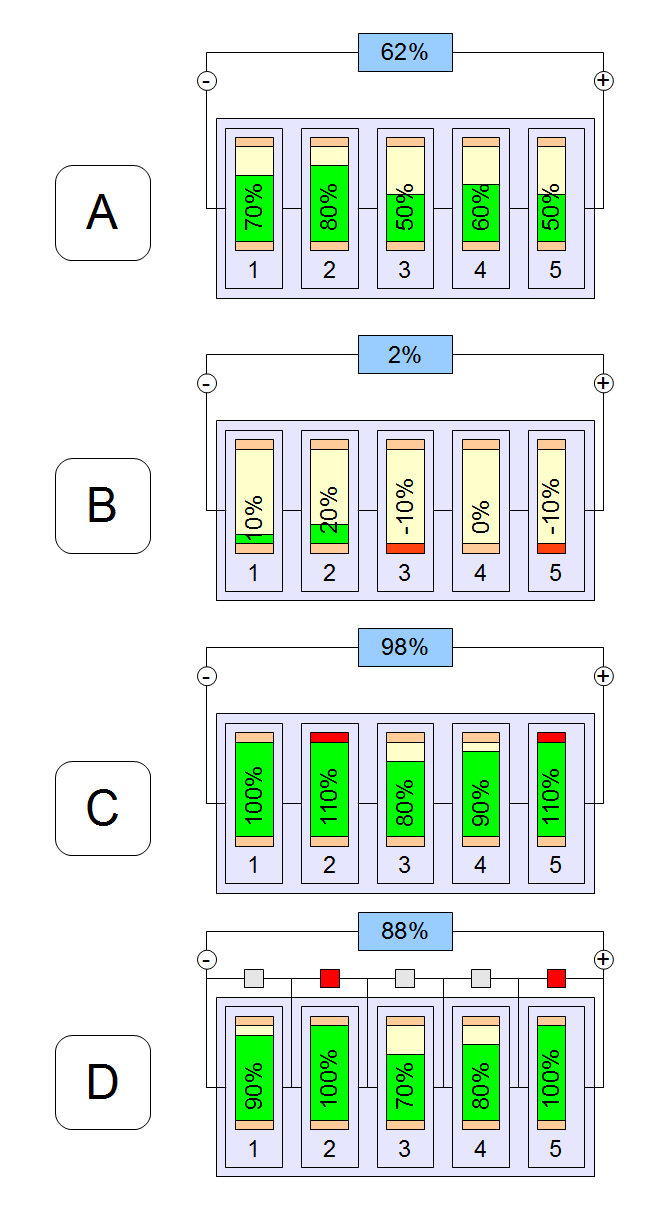
Diferents estats de càrrega en una bateria. La cel·la 5 té menor capacitat. La cel·la 5 té una alta taxa d'autodescàrrega

## Tecnologia
L'equilibri pot ser actiu o passiu. El terme regulador de bateria normalment es refereix només als dispositius que realitzen un equilibri passiu.
Un BMS complet pot incloure l'equilibri actiu, així com el control de la temperatura, la càrrega i altres funcions per maximitzar la vida útil d'una bateria.
L'equilibri de la bateria es pot realitzar mitjançant convertidors DC-DC, en una de les tres topologies:
- Cel·la a bateria
- Bateria a cèl·lula
- Bidireccional

Normalment, la potència que gestiona cada convertidor DC-DC és uns quants ordres de magnitud inferior a la potència que gestiona la bateria en conjunt.

### Equilibri passiu
En l'equilibri passiu, l'energia s'obté de la cèl·lula més carregada i es dissipa en forma de calor, generalment a través de resistències.

### Equilibri actiu
En l'equilibri actiu, l'energia s'obté de la cèl·lula més carregada i es transfereix a les cel·les menys carregades, normalment mitjançant convertidors basats en condensadors, inductors o DC-DC.